# Dorfkirche Zaschwitz

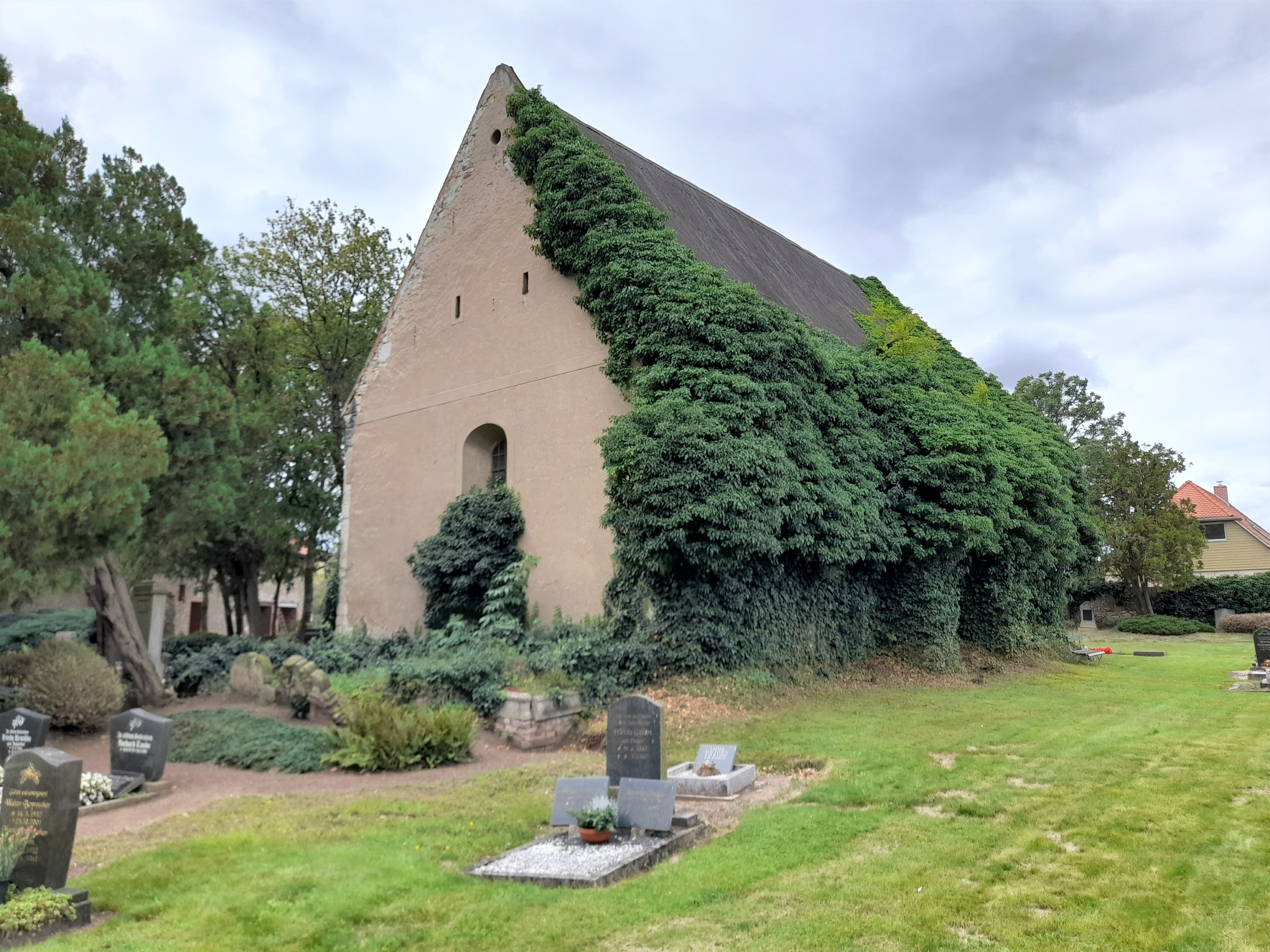
Ansicht von Nordosten, 2021

Die evangelische Dorfkirche Zaschwitz ist eine unter Denkmalschutz stehende, heute nicht mehr genutzte Kirche im Ortsteil Zaschwitz des Ortes Wettin der Stadt Wettin-Löbejün in Sachsen-Anhalt. Im örtlichen Denkmalverzeichnis ist sie unter der Erfassungsnummer 094 55391 als Baudenkmal verzeichnet.

## Kirche
Das Patrozinium der Kirche ist nicht mehr bekannt. Die Kirche verfügt über keinen Kirchturm und der Dachreiter wurde aufgrund der Baufälligkeit abgetragen. 1966 wurde die Kirche wegen Einsturzgefahr gesperrt und wird seitdem nicht mehr genutzt. Die 1874 durch August Ferdinand Wäldner erbaute Orgel erlitt in der langen Zeit der Stilllegung Schäden, konnte jedoch bewahrt werden und ist seit der 2022 erfolgten Rekonstruktion als Schulorgel der CJD Christophorusschule Rostock in Verwendung. Die Inschrift über dem Südportal ist nicht mehr lesbar. Auf die erste Hälfte des 18. Jahrhunderts wird die Nordseite des barocken Gebäudes datiert und ist heute stark zugewachsen.

## Kriegerdenkmal
Auf dem Friedhof der Kirche befindet sich ein Kriegerdenkmal für drei im Ersten Weltkrieg Gefallene. Es handelt sich dabei um ein Familiengrab, das von einem Eisernem Kreuz gekrönt wird. Die Inschrift ist nur noch schwer lesbar. Sie lautet Hier ruht in Gott unser Vater, Sohn und Bruder; es folgt ein Name und setzt sich fort mit Er starb für das Vaterland mit seinen Brüdern und zwei weiteren Namen. Das Denkmal wurde vermutlich von der Familie Sieb gestiftet.